# Richard Sheldon
Richard Sheldon (9. července 1878 Rutland, Vermont — 23. ledna 1935 New York, New York) byl americký atlet, olympijský vítěz ve vrhu koulí.
Vrhačským disciplínám se začal věnovat v roce 1896. O tři roky později zvítězil na mistrovství USA ve vrhu koulí i hodu diskem. V roce 1900 startoval na olympiádě v Paříži. Zde zvítězil ve vrhu koulí a obsadil třetí místo v soutěži diskařů.